# المجلس الوطني للاعتماد (مصر)
المجلس الوطني للاعتماد أو إيجاك هو مجلس حكومي مصري تابع لوزارة الصناعة، أنشأ بقرار رئيس جمهورية مصر العربية رقم 312 لسنة 1996، ليصبح الجهة الرسمية الوحيدة المختصة بتقييم واعتماد جهات تقييم المطابقة مثل معامل الاختبار والمعايرة، التحاليل الطبية، جهات التفتيش ، جهات منح شهادات نظم الإدارة، وجهات منح شهادات المنتجات.

## النشريعات المُنظِمة
- قرار رئيس الجمهورية رقم 312 لسنة 1996.[3]
- قرار رئيس الجمهورية رقم 420 لسنة 2005 بشأن إعادة تنظيم وزارة التجارة والصناعة.[5]
- قرار رئيس الجمهورية رقم 248 لسنة 2006 بإعادة تنظيم المجلس الوطني للاعتماد.[6]

## المهام
- تقديم خدمة الاعتماد وفقًا للمتطلبات الدولية.[7]
- المشاركة في تحسين المواصفات الخاصة بالمعايرة والاختبار والتفتيش وإصدار الشهادات في مصر.
- تقديم خدمات التقييم لدعم التشريعات والمبادرات الحكومية.
- تقليل الحاجة إلى إجراء تقييمات متعددة من عدة جهات حكومية مختلفة.

## وصلات خارجية
- الموقع الرسمي للمجلس.
- الصفحة الرسمية للمجلس على موقع فيس بوك.